# 해평 윤씨
해평 윤씨(海平尹氏)는 경상북도 구미시 해평면을 본관으로 하는 한국의 성씨이다. 시조 윤군정(尹君正)은 고려 고종과 원종 때 벼슬이 금자광록대부(金紫光祿大夫) 수사공(守司公) 상서좌복야(尙書左僕射) 판공부사(判工部事)에 이르렀다.

## 역사
윤군정(尹君正, 1220? ~ 1300?)은 고려 고종과 원종 2대를 섬겨 벼슬이 금자광록대부(金紫光祿大夫) 수사공(守司公) 상서좌복야(尙書左僕射) 판공부사(判工部事)에 이르렀다. 1257년(고종 44) 4월 원주(原州)에서 안열(安悅) 등이 고성(古城)을 근거로 반란을 일으키자 장군으로서 낭장(郎將) 권찬(權贊)과 함께 흥원창(興元倉)에서 적을 크게 파하고 난을 진정시켰다. 그 공으로 우복야(右僕射)를 역임하고, 원종 계유년(1273년) 금자광록대부 수사공에 올랐다.
분묘 실전으로 1971년 9월 괴산군 사리면 소매리에 단을 세웠다가 1998년 5월 원적지인 해평면 금산리 소계산서록계좌에 이단수비하였다. 2003년 10월 23대손 세영문장이 단비를 재건립하였으며, 비지는 성균관장 최근덕이 찬하였다.

윤군정의 손자인 윤석(尹碩)은 고려 충숙왕 때 대언(代言)이 되어 원나라에 사신으로 파견되었는데, 탁월한 외교수단으로 행성(行省)의 설치를 중지시켰다. 그 공으로 충근절의동덕찬화보정공신(忠勤節義同德贊化保定功臣)에 책록되고 관직이 벽상삼중대광(壁上三重大匡) 도첨의사(都僉議司) 좌정승(左政丞) 판전리사사(判典理司事)에 올랐으며 해평부원군(海平府院君)에 봉해졌다.

윤석의 장남 윤지현(尹之賢)은 광정대부이며 정당문학 진현관대제학에 지춘추관사 상호군이고, 시호(諡號)는 문영(文英)이다. 제서원류 양보(兩譜)에 보문각 대제학이라 하였다. 분묘 실전으로 1925년 4월 괴산군 사리면 소매리 대산에 축단하고 규장각의 직각 송규헌이 비지를 찬하였다. 문영공의 후손으로 4개 분파가 있다.
윤석의 차남 윤지표(尹之彪, 1310년 4월 ~ 1382년 10월 9일)는 11세에 진전직에 보되었다. 단성익위공신이며 중대광문하평리가 되고 해평군에 봉작되었으며 기사에 들었다. 시호(諡號)는 충간(忠簡)이다. 목은 이색이 찬술한 묘지명이 전해지고 있으나 묘소는 실전되었다. 충간공의 후손으로는 16개 분파가 있다.
충간공 자손으로 도제공파 22세손(世孫)인 윤보선(尹潽善, 1897년 8월 26일~1990년 7월 18일)은 대한민국의 제4대 대통령이다. 국회의원과 1948년 12월 15일부터 1949년 6월 5일까지 서울특별시 시장을 지냈고, 1960년 8월 13일부터 1962년 3월 24일까지 대한민국 제4대 대통령을 역임하였다.

## 분파

### 해평 윤씨 계파 및 분파도(전체 20개 분파 기준)
4세에서 크게 문영공파와 충간공파로 갈라지고 다시 문영공파는 8세에 이르러 4개분파로 나뉘고 충간공파는 13세에 이르러 16개 분파로 나뉜다.
| 단일계보                     | 양대 계파                                  | 양대 계파                                  |                                             |                                            |                                            | 20개 분파(4:16)                                  |
| 1세 군정 ┃ 2세 만비 ┃ 3세 석 | 4세 문영공(文英公) 자손 문영공파(文英公派) | 4세 문영공(文英公) 자손 문영공파(文英公派) | 4세 문영공(文英公) 자손 문영공파(文英公派)  | 4세 문영공(文英公) 자손 문영공파(文英公派) | 4세 문영공(文英公) 자손 문영공파(文英公派) | 4개 분파                                         |
| 1세 군정 ┃ 2세 만비 ┃ 3세 석 | 5세                                        | 5세                                        | 6세                                         | 7세~8세                                    | 7세~8세                                    | 8세 분파 최종                                    |
| 1세 군정 ┃ 2세 만비 ┃ 3세 석 | 방안                                       | 방안                                       | 사영                                        | 필대                                       | 필대                                       | 한성윤공파(漢城尹公派)                           |
| 1세 군정 ┃ 2세 만비 ┃ 3세 석 | 방안                                       | 방안                                       | 사영                                        | 등숭                                       |                                            | 한성윤공파(漢城尹公派)                           |
| 1세 군정 ┃ 2세 만비 ┃ 3세 석 | 방안                                       | 방안                                       | 사수                                        | 처성                                       | 빈                                         | 청주공파(淸州公派)                               |
| 1세 군정 ┃ 2세 만비 ┃ 3세 석 | 방안                                       | 방안                                       | 사수                                        | 처성                                       | 면                                         | 장영공파(掌令公派) 1. 서윤공 2. 군위공 3. 재용공 |
| 1세 군정 ┃ 2세 만비 ┃ 3세 석 | 방안                                       | 방안                                       | 사수                                        | 처신                                       | 제                                         | 남원공파(南原公派)                               |
| 1세 군정 ┃ 2세 만비 ┃ 3세 석 | 방안                                       | 방안                                       | 사수                                        | 처신                                       | 정                                         | 남원공파(南原公派)                               |
| 1세 군정 ┃ 2세 만비 ┃ 3세 석 | 4세 충간공(忠簡公) 자손 충간공파(忠簡公派) | 4세 충간공(忠簡公) 자손 충간공파(忠簡公派) | 4세 충간공(忠簡公) 자손 충간공파(忠簡公派)  | 4세 충간공(忠簡公) 자손 충간공파(忠簡公派) | 4세 충간공(忠簡公) 자손 충간공파(忠簡公派) | 16개 분파                                        |
| 1세 군정 ┃ 2세 만비 ┃ 3세 석 | 5~6세                                      | 5~6세                                      | 7세~11세                                    | 12세~13세                                  | 12세~13세                                  | 13세 분파 최종                                   |
| 1세 군정 ┃ 2세 만비 ┃ 3세 석 | 진                                         | 창                                         | 계정(9세)- 희림(10세)- 해징공(변)(11세)     | 담수                                       | 담수                                       | 송만공파                                         |
| 1세 군정 ┃ 2세 만비 ┃ 3세 석 | 진                                         | 창                                         | 계정(9세)- 희림(10세)- 해징공(변)(11세)     | 춘수                                       | 춘수                                       | 아산공파(牙山公派)                               |
| 1세 군정 ┃ 2세 만비 ┃ 3세 석 | 진                                         | 창                                         | 계정(9세)- 희림(10세)- 해징공(변)(11세)     | 오음공 (梧陰公派) (두수)                   | 방                                         | 치천공파(稺川公派)                               |
| 1세 군정 ┃ 2세 만비 ┃ 3세 석 | 진                                         | 창                                         | 계정(9세)- 희림(10세)- 해징공(변)(11세)     | 오음공 (梧陰公派) (두수)                   | 흔                                         | 도제공파(都制公派) <-윤보선 전 대통령            |
| 1세 군정 ┃ 2세 만비 ┃ 3세 석 | 진                                         | 창                                         | 계정(9세)- 희림(10세)- 해징공(변)(11세)     | 오음공 (梧陰公派) (두수)                   | 휘                                         | 장주공파(長洲公派)                               |
| 1세 군정 ┃ 2세 만비 ┃ 3세 석 | 진                                         | 창                                         | 계정(9세)- 희림(10세)- 해징공(변)(11세)     | 오음공 (梧陰公派) (두수)                   | 훤                                         | 백사공파(白沙公派)                               |
| 1세 군정 ┃ 2세 만비 ┃ 3세 석 | 진                                         | 창                                         | 계정(9세)- 희림(10세)- 해징공(변)(11세)     | 오음공 (梧陰公派) (두수)                   | 간                                         | 방어공파(防禦公派, 防禦使公派)                   |
| 1세 군정 ┃ 2세 만비 ┃ 3세 석 | 진                                         | 창                                         | 계정(9세)- 희림(10세)- 해징공(변)(11세)     | 근수                                       | 근수                                       | 월정공파(月汀公派)                               |
| 1세 군정 ┃ 2세 만비 ┃ 3세 석 | 진                                         | 창                                         | 말정(9세)                                   |                                            |                                            | 울산공파(蔚山公派)                               |
| 1세 군정 ┃ 2세 만비 ┃ 3세 석 | 진                                         | 창                                         | 예정(9세)                                   |                                            |                                            | 사방부사직공파(四房副司直公派)                   |
| 1세 군정 ┃ 2세 만비 ┃ 3세 석 | 진                                         | 창                                         | 순정(9세)                                   |                                            |                                            | 오방부사직공파(五房副司直公派)                   |
| 1세 군정 ┃ 2세 만비 ┃ 3세 석 | 진                                         | 창                                         | 필정(9세)                                   |                                            |                                            | 생원공파(生員公派)                               |
| 1세 군정 ┃ 2세 만비 ┃ 3세 석 | 진                                         | 창                                         | 은정(9세)                                   |                                            |                                            | 사직공파(司直公波)                               |
| 1세 군정 ┃ 2세 만비 ┃ 3세 석 | 진                                         | 창                                         | 연명(8세) 혼/미/열/호(9세)                  |                                            |                                            | 평도공파(平悼公派)                               |
| 1세 군정 ┃ 2세 만비 ┃ 3세 석 | 진                                         | 창                                         | 연년(8세) 간.집(9세)                        |                                            |                                            | 창원공파(昌原公派)                               |
| 1세 군정 ┃ 2세 만비 ┃ 3세 석 | 진                                         | 신                                         | 충경(7세) 광필(8세) 형(9세) 은주/은신(10세) |                                            |                                            | 사인공파(舍人公派)                               |

## 인물
- 윤두수 - 조선 중기의 문신
- 윤근수 - 조선 중기의 문신
- 윤취동 - 조선 후기의 문신
- 윤치희 - 조선 후기의 문신
- 윤용선 - 조선 후기의 정치인
- 윤덕영 - 대한제국과 일제 강점기의 정치인
- 윤택영 - 대한제국과 일제 강점기의 정치인
- 윤영렬 - 대한제국 정치인
- 윤웅렬 - 대한제국 정치인
- 순정효황후 - 대한제국 순종황제 계비
- 윤치호 - 대한제국과 일제 강점기의 정치인
- 윤치왕 - 대한민국과 일제 강점기의 산부인과, 외과 의사, 의학자, 교육자, 군인, 군의관
- 윤치창 - 대한민국과 일제 강점기의 공무원
- 윤치오 - 대한민국과 일제 강점기의 교육인
- 윤치소 - 일제 강점기의 기업인
- 윤치성 - 일제 강점기의 군인
- 윤치병 - 일제 강점기의 군인
- 윤치명 - 일제 강점기의 교육인
- 윤홍섭 - 대한민국의 정치인, 독립운동가
- 윤기섭 - 대한민국의 정치인, 독립운동가
- 윤치영 - 대한민국의 정치인
- 윤영선 - 대한민국과 일제 강점기의 정치인
- 윤광선 - 일제 강점기의 경영인, 통역관
- 윤장선 - 대한민국의 공무원, 외교관
- 윤기선 - 대한민국과 일제 강점기의 피아니스트, 대학 교수, 음악인
- 윤정선 - 일제 강점기의 경찰
- 윤연선 - 대한민국의 공공기업인, 공무원
- 윤일선 - 대한민국과 일제 강점기의 의사, 대학 교수, 서울대학교 총장, 사회 운동가
- 윤명선 - 일제 강점기의 문인, 럭비 선수, 관료
- 윤왕선 - 대한민국과 일제 강점기의 교육인
- 윤승선 - 대한민국과 일제 강점기의 군인
- 윤시선 - 대한민국과 일제 강점기의 서양 화가
- 윤보선 - 대한민국 제4대 대통령
- 윤원선 - 대한민국의 정치인
- 윤택선 - 대한민국의 정치인
- 윤호선 - 대한민국의 언론인
- 윤주영 - 대한민국의 사진가, 전 정무직 공무원
- 윤세영 - 대한민국의 언론인, 기업인
- 윤유선 - 대한민국과 일제 강점기의 의사, 대학 교수, 연구인
- 윤인선 - 대한민국의 공무원, 사회기관단체인
- 윤형섭 - 대한민국의 교수, 전 장관
- 윤영구 - 대한민국의 기업인
- 윤탁구 - 대한민국의 의사
- 윤종구 - 대한민국의 의사
- 윤상구 - 대한민국의 기업인
- 윤동구 - 대한민국의 미술인
- 윤창구 - 대한민국의 화학자 겸 공학자, 교육인
- 윤인구 - 대한민국의 방송인, KBS 아나운서

## 조선 왕실과의 인척관계
- 정종의 후궁 숙의 윤씨
- 연산군의 후궁 숙의 윤씨
- 헌종의 후궁 정빈 윤씨
- 순종의 계비 순정효황후
- 인성군(선조의 서자)부인 군부인 해평 윤씨
- 숭선군(인조의 서자)사위 윤세정
- 덕온공주(순조의 삼녀)부마 윤의선
- 소숙옹주(태종의 서녀)부마 윤연명
- 정혜옹주(선조의 서녀)부마 윤신지

## 항렬자
| 19세     | 20세     | 21세   | 22세     | 23세     | 24세     | 25세     | 26세     | 27세     | 28세     | 29세     | 30세   | 31세     | 32세   | 33세     | 34세   | 35세     | 36세   | 37세     | 38세    | 39세   | 40세   | 41세   | 42세   | 43세   |
| -------- | -------- | ------ | -------- | -------- | -------- | -------- | -------- | -------- | -------- | -------- | ------ | -------- | ------ | -------- | ------ | -------- | ------ | -------- | ------- | ------ | ------ | ------ | ------ | ------ |
| 口동(東) | 口렬(烈) | 치(致) | 口선(善) | 口구(求) | 口영(榮) | 口섭(燮) | 口로(老) | 口진(鎭) | 홍口(洪) | 口식(植) | 병(炳) | 口규(圭) | 용(鏞) | 口준(準) | 수(秀) | 口환(煥) | 기(基) | 口호(鎬) | 원(源)) | 모(模) | 헌(憲) | 배(培) | 종(鍾) | 태(泰) |

## 집성촌
- 충청북도 괴산군 사리면 소매리
- 충청북도 충주시 신니면 모남리
- 충청남도 청양군 적곡면 미당리
- 충청남도 아산시 둔포면 신항리
- 황해도 금천군 고동면 덕산리
- 경상북도 상주시 외서면 이천리

## 참고 자료
- “해평윤씨(海平尹氏)”. 뿌리를 찾아서.[깨진 링크(과거 내용 찾기)]